# داريو بيريرا
داريو بيريرا (بالإسبانية: Darío Pereyra)‏ (مواليد 20 أكتوبر 1956) هو لاعب كرة قدم. يلعب مع منتخب الأوروغواي لكرة القدم. سبق له أن لعب في كأس العالم لكرة القدم مع منتخب بلاده.

## روابط خارجية
- داريو بيريرا على موقع الاتحاد الدولي (مؤرشف)  (الإنجليزية)
- داريو بيريرا على موقع قاعدة بيانات كرة القدم.إي يو (الإنجليزية)
- داريو بيريرا على موقع ناشيونال فوتبول تيمز (الإنجليزية)
- داريو بيريرا على موقع Soccerway.com (الإنجليزية)